# Liste der Biografien/Oly
Liste der Biografien |
Portal Biografien |
Personensuche
# |
A |
B |
C |
D |
E |
F |
G |
H |
I |
J |
K |
L |
M |
N |
O |
P |
Q |
R |
S |
T |
U |
V |
W |
X |
Y |
Z |
?
 
Oa |
Ob |
Oc |
Od |
Oe |
Of |
Og |
Oh |
Oi |
Oj |
Ok |
Ol |
Om |
On |
Oo |
Op |
Oq |
Or |
Os |
Ot |
Ou |
Ov |
Ow |
Ox |
Oy |
Oz
 
Ola |
Olb |
Olc |
Old |
Ole |
Olf |
Olg |
Olh |
Oli |
Olj |
Olk |
Oll |
Olm |
Oln |
Olo |
Olp |
Olr |
Ols |
Olt |
Olu |
Olv |
Olw |
Oly |
Olz
Die Liste der Biografien führt alle Personen auf, die in der deutschsprachigen Wikipedia einen Artikel haben. Dieses ist eine Teilliste mit 31 Einträgen von Personen, deren Namen mit den Buchstaben „Oly“ beginnt.

## Oly
- Oly, Burkhard (1938–2008), deutscher Bildhauer und Goldschmied
- Oly, Catharina Jansdr. (1585–1651), niederländische Autorin

### Olyb
- Olybrius († 472), Kaiser des weströmischen Reiches 472Olybrius († 472)

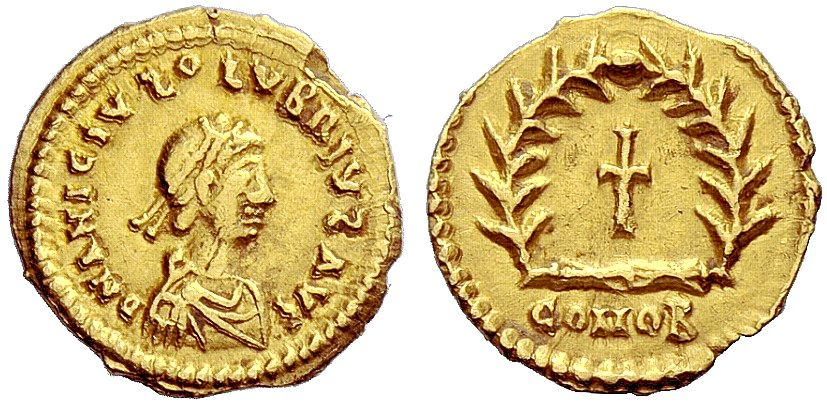
Olybrius († 472)

### Olym
- Olympe (* 1989), französischer Popsänger
- Olympianus († 198), Bischof von Byzanz
- Olympias, antike griechische Malerin
- Olympias, griechische Hebamme im Altertum und Autorin eines medizinischen Buches
- Olympias, Königin der Molosser und Führerin der Epiroten
- Olympias von Armenien († 361), spätantike römische Adlige, Verlobte von Constans, Königin von Armenien
- Olympias von Epirus († 316 v. Chr.), durch Heirat Königin von Makedonien, Mutter Alexanders des Großen
- Olympias von Konstantinopel († 408), Diakonin und Äbtissin
- Olympichos, Satrap von Karien
- Olympio, Alero (1959–2005), ghanaische Architektin
- Olympio, Octaviano (1860–1940), togoischer Geschäftsmann und Politiker
- Olympio, Pedro (1898–1969), togoischer Diplomat und Arzt
- Olympio, Sylvanus (1902–1963), togoischer Politiker
- Olympiodoros der Ältere, spätantiker Philosoph
- Olympiodoros der Jüngere, spätantiker Philosoph
- Olympiodoros von Athen, Stratege und Archon von Athen
- Olympiodoros von Theben, byzantinischer Geschichtsschreiber
- Olympios, Giorgakis (1772–1821), griechischer Armatole und militärischer Befehlshaber während des Griechischen Unabhängigkeitskriegs gegen das Osmanische Reich
- Olympiou, Despina (* 1975), zyprische Sängerin
- Olympius, byzantinischer Exarch von Ravenna
- Olympos, phrygischer Musiker

### Olyn
- O’Lynch of Town, Carl (1869–1942), österreichisch-deutscher Maler
- Olynyk, Brent (* 1971), kanadischer Badmintonspieler
- Olynyk, Kelly (* 1991), kanadischer Basketballspieler

### Olyp
- Olyphant, Timothy (* 1968), US-amerikanischer SchauspielerTimothy Olyphant (* 1968)

Timothy Olyphant (* 1968)

### Olys
- Olyslager, Juan Pablo (* 1975), guatemaltekischer Schauspieler und Produzent
- Olyslager, Marjan (* 1962), niederländische Leichtathletin
- Olyslagers, Nicola (* 1996), australische Hochspringerin